# Adrian Pop
Adrian Pop (n. 13 februarie 1968, Satu Mare, România) este un scrimer român specializat pe spadă, care a luat parte la Jocurile Olimpice de vară din 1992.

## Carieră
S-a apucat de scrimă la vârsta de șapte ani la CSS Satu Mare, pentru a-o urma pe o fată de care îi plăcea. A fost crescut inițial la floretă de Eva Lenghel, apoi la spadă de Alexandru Csipler. La vârsta de 15 ani a cucerit primul său titlu național, în categoria „juniori”. S-a clasat pe locul 4 la Campionatul Mondial pentru juniori din 1986 de la Stuttgart și a câștigat prima sa Cupa României pentru seniori la vârsta de 17 ani. Datorită rezultatelor bune obținute, a fost selectat în lotul olimpic, cu care a luat parte la Campionatul Mondial de Scrimă din 1987 de la Sofia. S-a calificat la Jocurile Olimpice din 1992 de la Barcelona. A pierdut în al doilea tur cu brazilianul Roberto Lazzarini, clasându-se pe locul 25. La proba pe echipe România a ocupat poziția a 11-a.
După retragerea din lotul național a devenit antrenor de scrimă la Satu Mare. În anul 2004 s-a mutat în Suedia la Kungsbacka, unde a fost recrutat de clubul FK 1999. A continuat să participe la competițiile internaționale în Scandinavia, câștigând două turnee satelit de Cupa Mondială, și anume turneul „Trekanten Open” în sezonul 2006-2007 și turneul „SAF Pokalen” în sezonul 2010-2011. De anul 2008 pregătește lotul național de juniori al Suediei. După ce două membre ale lotului de seniori, Emma Samuelsson și Sanne Gars, au venit la clubul său pentru pregătire, a devenit antrenor secund lui Björne Väggö la lotul olimpic.

## Legături externe
Materiale media legate de Adrian Pop la Wikimedia Commons
- en Adrian Pop la Olympedia.org